# گورستان حسنی‌محله آ
گورستان حسنی محله A مربوط به اواخر هزاره دوم و اوایل هزاره اول قبل از میلاد است و در شهرستان سیاهکل، بخش دیلمان، دهستان دیلمان، ۲۰۰ متری جنوب روستای حسنی محله واقع شده و این اثر در تاریخ ۱۲ دی ۱۳۸۶ با شمارهٔ ثبت ۲۰۴۴۰ به‌عنوان یکی از آثار ملی ایران به ثبت رسیده‌است.